# Thế kỷ 6
Thế kỷ 6 là khoảng thời gian tính từ thời điểm năm 501 đến hết năm 600, nghĩa là bằng 100 năm, trong lịch Gregory.